# موتا سان جيوفاني
هي مدينة تقع في مقاطعة ريدجو كالابريا في إيطاليا .

## السكان
في سنة 1861 بلغ عدد السكان 3٬450 نسمة، وتطور العدد ليصل في سنة 2011 لـ 6٬122 نسمة.
يظهر هذا المخطط البياني تطور النمو السكاني لـ موتا سان جيوفاني